# Mazoco
Mazoco är en ort i Mexiko.   Den ligger i kommunen Isla och delstaten Veracruz, i den sydöstra delen av landet, 400 km öster om huvudstaden Mexico City. Mazoco ligger 26 meter över havet och antalet invånare är 975.
Terrängen runt Mazoco är platt. Runt Mazoco är det ganska tätbefolkat, med 52 invånare per kvadratkilometer. Närmaste större samhälle är Tesechoacan, 9,3 km nordväst om Mazoco. Trakten runt Mazoco består till största delen av jordbruksmark.